# Preußische P 7
Die Dampflokomotiven der Gattung P 7 der Preußischen Staatseisenbahnen waren Schlepptender-Lokomotiven mit Nassdampf-Verbundtriebwerk für den Personenverkehr.

## Entwicklung
Entwickelt wurde diese Lok, nachdem die französischen Eisenbahnen bereits gute Erfahrungen mit Loks der Bauart de Glehn gemacht hatten. Insgesamt wurden allerdings nur 18 Maschinen dieser Baureihe angeschafft.
Die Hochdruckzylinder trieben bei diesem Fahrzeug die zweite Kuppelachse an, während die Niederdruckzylinder die erste antrieben. Zudem hatte sie Ähnlichkeiten mit der Badischen IV e und der ein Jahr zuvor gebauten Elsaß-Lothringischen P 5.
Eingesetzt wurden die Loks auf den Strecken zwischen Köln und Hagen, Köln und Trier und Frankfurt und Bebra. Da man aufgrund der hohen Betriebskosten und der mangelnden Dampfentwicklung sehr unzufrieden war, musterte man die Maschinen während des Ersten Weltkrieges aus. Fünf Maschinen wurden an die belgische Staatsbahn abgegeben.
Als Ersatz auf den Gebirgsstrecken war die Preußische P 6 ungeeignet.
Die Maschinen waren mit Schlepptendern der preußischen Bauart 2’2’ T 16 ausgestattet.